# CAD (tin học)

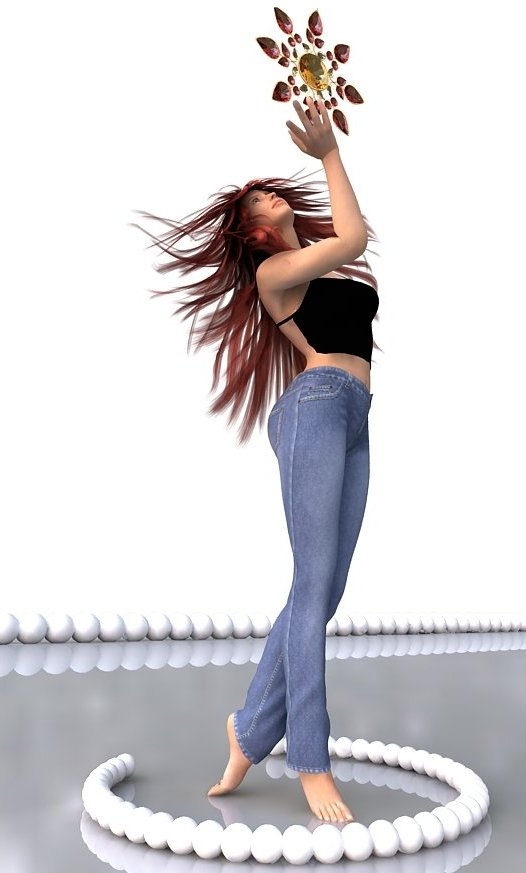
Hình ảnh sử dụng các hiệu ứng của CAD

Computer-aided design, viết tắt là CAD trong tiếng Anh (thiết kế được sự hỗ trợ của máy tính), được dùng rộng rãi trong các thiết bị nền tảng bằng máy tính hỗ trợ cho các kỹ sư, kiến trúc sư và các chuyên viên thiết kế khác. Các sản phẩm từ hệ thống nền tảng vectơ 2D đến các bề mặt và hình khối 3D tạo hình.

## Lĩnh vực ứng dụng
- Thiết kế công trình, thiết kế sản phẩm
- Sản xuất máy móc
  - Phương tiện vận chuyển
  - Không gian
  - Tiêu thụ hàng hóa
  - Máy móc
  - Đóng tàu
- Dự án quá trình sản xuất

## Cơ khí
CAD dùng nhiều hình thức khác nhau trong các công ty sản xuất. Mô hình đơn giản nhất là họa hình 2D. Tuy nhiên trong 20 năm trở lại đây thì mô hình các kết cấu bằng 3D được dùng đến. Các thiết bị được tạo nên từ việc tạo bề mặt hay tạo hình khối, hay kết hợp cả hai. Các bộ phận riêng lẻ được lắp thành một sản phẩm hoàn chỉnh. Mô hình lắp ráp giúp cho việc định hướng các bộ phận có ăn khớp đến giai đoạn cuối cùng. Việc kiểm tra các tính chất có thể được thực hiện trên mô hình để bảo đảm độ bền. Các năm trở lại đây các kỹ thuật và phương pháp phát triển từ A đến Z trong việc thiết kế với CAD. Bắt đầu từ việc tạo hình sản phẩm; có thể chia nhỏ thành các chi tiết; tạo hình các chi tiết nhỏ có liên quan chặt chẽ đến từng hệ thống kế tiếp. Thiết kế chi tiết các bộ phận chuyên biệt sau đó được hoàn tất trước khi xây dựng nên việc lắp ráp cuối cùng.

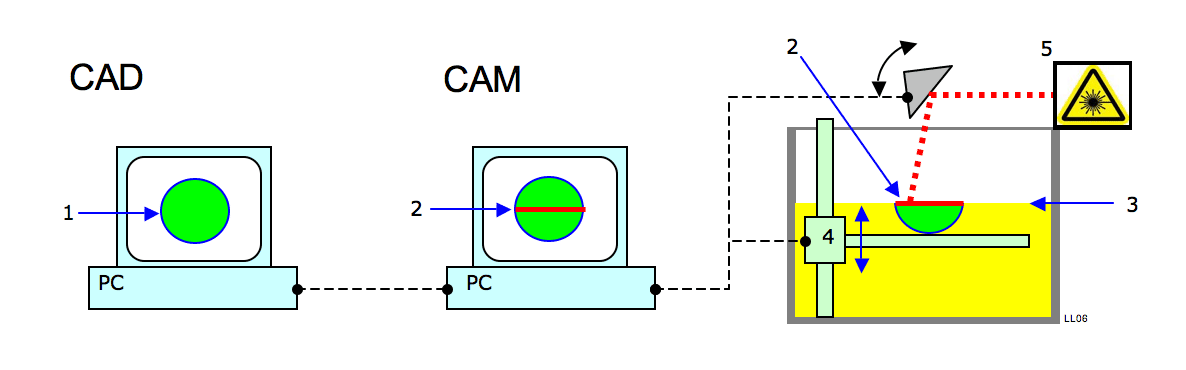
Từ CAD đến CAM

## Điện và điện tử
Thiết kế điện tử tự động (electronic design automation - EDA) gồm các thiết kế PCB, thiết kế các mạch điện tử và quản lý các kết nối các bộ phận.

## Các phần mềm ứng dụng
Đây là một ngành công nghiệp luôn biến động với các sản phẩm nổi tiếng và các công ty nắm vai trò chủ đạo và liên hiệp với các công ty. Có nhiều sản phẩm CAD có mặt trên thị trường. Hơn nữa là các sản phẩm là từ 4 tổ hợp PLM Corporation Autodesk, Dassault Systemes, PTC và UGS Corp., tuy nhiên có các phần mềm CAD khác thích hợp với dữ liệu cho người dùng nhỏ.

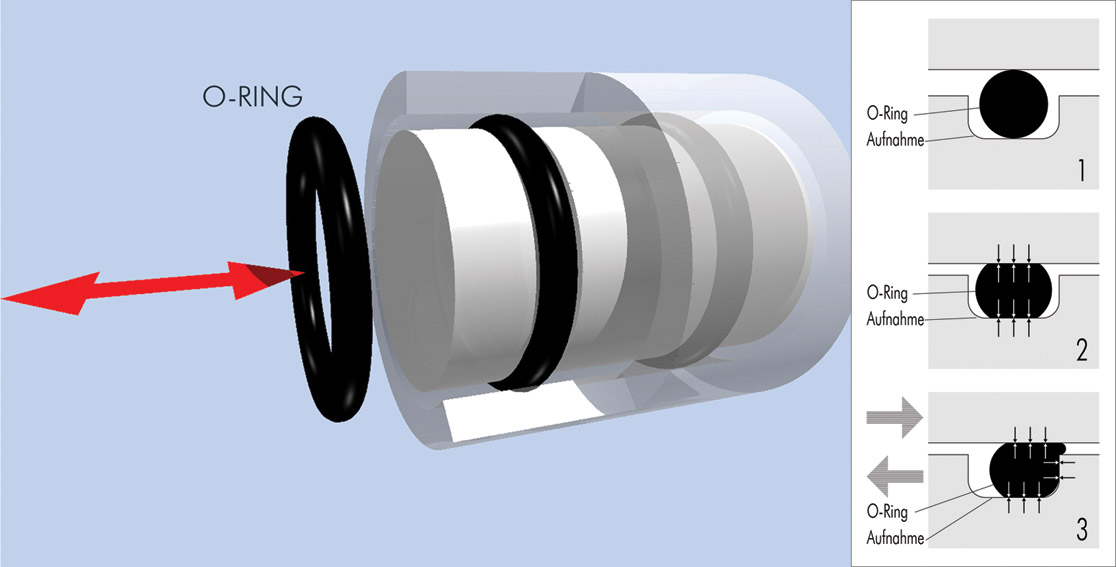
O Ring

Các sản phẩm có thể chia làm ba loại: hệ thống họa hình 2D như là AutoCad, Microstation...; tạo mô hình khối 3D trung gian như là SolidWorks, SolidEdge...; và hệ thống phối hợp cho sản phẩm 3D cuối cùng như là Catia, NX (unigraphics)... Tuy nhiên không có một định nghĩa rõ ràng về sự phân loại này vì một số sản phẩm 2D có thể làm mô hình 3D và các chương trình trung gian đang tăng dần chức năng bề mặt, các sản phẩm thuộc nhóm sau cùng tăng mặt phân giới với hướng của hệ điều hành Windows.

## Lịch sử phát triển

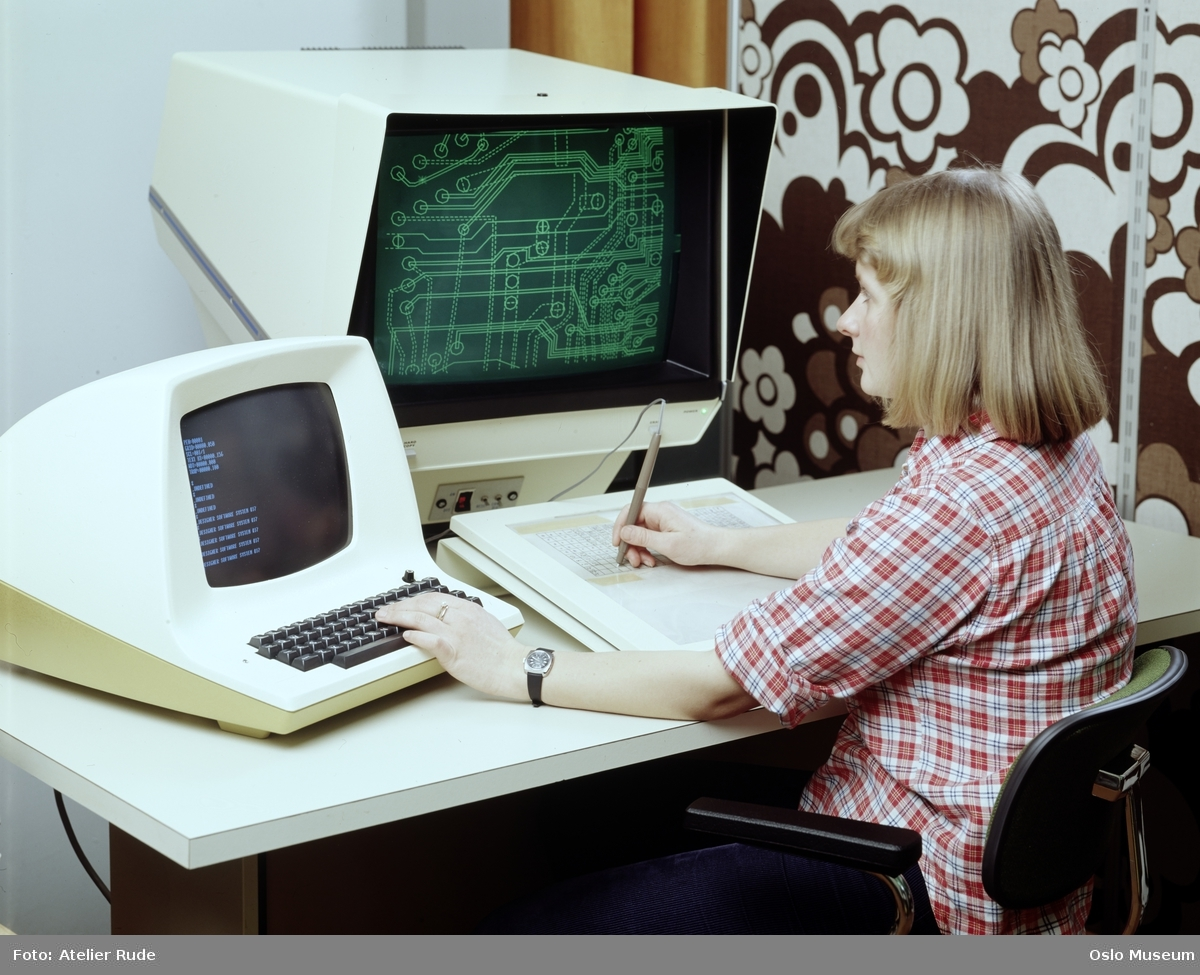
Thị giác máy tính từ năm 1979

Các nhà thiết kế từ lâu sử dụng máy tính cho việc tính toán. Các bước phát triển đầu tiên bắt đầu vào năm 1960 trong ngành công nghiệp máy bay và ôtô, trong lĩnh vực thiết kế cấu trúc bề mặt 3D và chương trình NC, các chương trình này độc lập với nhau và không được phổ biến ra cộng đồng mãi đến sau này. Một số thành quả về các đường cong được phát triển vào thập niên 1940 bởi Isaac Jacob Schoenberg, Apalatequui (hãng máy bay Douglas) và Roy Liming (hãng máy bay North American), tuy nhiên có lẽ thành quả quan trọng nhất trên các đường cong và tạo hình bề mặt được tạo ra bởi Pierre Bézier, Paul de Casteljiau, S.A. Coons, James Ferguson, Carl de Boor, Birkhoff và Gara bedian vào thập niên 1960 và W. Gordon và R Riesenfeld thập niên 1970.
Nhiều tranh luận cho rằng bước ngoặt được tạo ra bằng phát triển hệ thống SKETCHPAD ở MIT năm 1963 bởi Ivan Sutherland (sau này thành lập công ty công nghệ họa hình với Dr. Davis Evans). Tính ưu việt của SKETCHPAD là cho phép người dùng tương tác với máy tính: các thiết kế trên máy tính được tạo ra bằng cách vẽ trực tiếp trên màn hình CRT với một bút ánh sáng (light pen). Tạo ra mô hình của các sản phẩm và là tính năng cho các chương trình CAD hiện đại.

## Công nghệ về phần mềm
Các sản phẩm đầu tiên cho hệ thống CAD được phát triển với ngôn ngữ lập trình Fortran, nhưng với sự cao cấp của phương thức lập trình hướng đối tượng vào thập kỷ 1990 đã tạo nên sự thay đổi nhanh chóng. Sự phát triển của các chương trình tạo mô hình và hệ thống bề mặt được xây dựng dựa trên C, với các module APIs. Một hệ thống CAD có thể thấy như xậy dựng nên từ tương tác GUI với một máy liên kết và máy cân bằng hình học điều khiển BREP, CSG và NURBS qua các bộ phận tạo hình cho CAD.